# Classe São Roque
A classe São Roque foi um modelo de draga-minas costeiros em serviço na Marinha Portuguesa, entre 1956 e 1997.
Os draga-minas foram construídos nos estaleiros da CUF, em Portugal, segundo os planos da classe Ton britânica. Os navios foram baptizados com nomes de povoações de ilhas do arquipélago dos Açores.
Os navios da classe deixaram de ser usados na guerra de minas, na década de 1970, passando a ser usados em missões de patrulhamento, de fiscalização de pescas e de apoio a mergulhadores. Nessas funções, foram usados até à década de 1990.

## Unidades
| Número de amura            | Nome               | Comissão    | Observações |
| -------------------------- | ------------------ | ----------- | ----------- |
| M 401                      | NRP São Roque      | 1956 - 1992 |             |
| M 402 (1957) A 5207 (1992) | NRP Ribeira Grande | 1957 - 1997 |             |
| M 403                      | NRP Lagoa          | 1956 - 1992 |             |
| M 404                      | NRP Rosário        | 1957 - 1992 |             |